# Popești (Vrancea)
Popești is een Roemeense gemeente in het district Vrancea.
Popești telt 3294 inwoners.